# 1988 en sport automobile
Chronologie du Sport automobile
1987 en sport automobile - 1988 en sport automobile - 1989 en sport automobile
Les faits marquants de l'année 1988 en Sport automobile

## Par mois

### Avril
- 3 avril, (Formule 1) : Grand Prix du Brésil à Jacarepaguá. Victoire du pilote français Alain Prost sur une McLaren MP4/4.

### Mai
- 1er mai (Formule 1) : Grand Prix automobile de Saint-Marin.
- 15 mai (Formule 1) : Grand Prix automobile de Monaco.
- 29 mai (Formule 1) : Grand Prix automobile du Mexique.

### Juin
- 11 juin : départ de la cinquante-sixième édition des 24 Heures du Mans.
- 12 juin (Formule 1) : Grand Prix automobile du Canada.
- 19 juin (Formule 1) : Grand Prix automobile de Détroit.

### Juillet
- 3 juillet (Formule 1) : Grand Prix automobile de France.
- 10 juillet (Formule 1) : victoire du brésilien Ayrton Senna au volant d'une McLaren-Honda au Grand Prix automobile de Grande-Bretagne sur le circuit de Silverstone.
- 24 juillet (Formule 1) : Grand Prix automobile d'Allemagne.

### Août
- 7 août (Formule 1) : Grand Prix automobile de Hongrie.
- 28 août (Formule 1) : Grand Prix automobile de Belgique.

### Septembre
- 11 septembre (Formule 1) : Grand Prix automobile d'Italie.
- 25 septembre (Formule 1) : Grand Prix automobile du Portugal.

### Octobre
- 2 octobre (Formule 1) : Grand Prix automobile d'Espagne.
- 30 octobre (Formule 1) : le Brésilien Ayrton Senna remporte son premier titre de champion du monde des conducteurs au volant d'une McLaren-Honda à la suite de sa victoire au Grand Prix automobile du Japon à Suzuka.

### Novembre
- 13 novembre (Formule 1) : Grand Prix automobile d'Australie.

## Naissances
- 3 janvier : John R. Hildebrand Jr., pilote automobile américain.
- 4 février : Edoardo Piscopo, pilote automobile italien.
- 22 mars : 
  - Dean Smith, pilote automobile anglais.
  - Eric Lux, pilote automobile américain.
- 31 mars : Craig Dolby, un pilote automobile britannique.
- 21 avril : Jonathan Summerton, pilote automobile américain.
- 30 avril : Jordan Tresson, pilote automobile français.
- 6 mai : Molly Taylor, pilote de rallye australienne.

- 9 mai : J.R. Fitzpatrick, pilote automobile de stock-car.

- 28 mai : Carmen Jordá, pilote automobile espagnole.
- 27 août : Federico Leo, pilote automobile italien.
- 28 octobre : Kévin Estre, pilote automobile français.
- 6 décembre : Johan Kristoffersson, pilote automobile suédois.

## Décès
- 12 janvier : Piero Taruffi, pilote automobile italien. (° 12 octobre 1906).
- 13 janvier : Donald Healey, pilote de rallye anglais, (° 3 juillet 1898).
- 16 avril : José Dolhem, pilote automobile français. (° 26 avril 1944).
- 14 août : Enzo Ferrari, pilote automobile et industriel italien. Fondateur en 1929 de la Scuderia Ferrari. (° 18 février 1898).
- 22 août : Karl Ebb, homme d'affaires finlandais athlète, skieur alpin et pilote automobile. (° 6 septembre 1896).